# Грчка на Европском првенству у атлетици у дворани 2021.
Грчка је учествовала на 36. Европском првенству у дворани 2021 који се одржао у Торуњу, Пољска, од 4. до 7. марта. Ово је тридесет пето Европско првенство у атлетици у дворани од његовог оснивања 1970. године на којем је Грчка учествовала. Није учествовала само 1979. Репрезентацију Грчке представљало је 19 спортиста (8 мушкараца и 11 жена) који су се такмичили у 13 дисциплина (5 мушких и 8 женских).
На овом првенству Грчка је била 15. по броју освојених медаља са 1 медаљом (1 златна).. У табели успешности према броју и пласману такмичара који су учествовали у финалним такмичењима (првих 8 такмичара) Грчка је са 4 учесника у финалу заузела 16. место са 18 бодова.
| Пл. | Земља | 1. место | 2. место | 3. место | 4. место | 5. место | 6. место | 7. место | 8. место | Бр. фин.-Бод. |
| --- | ----- | -------- | -------- | -------- | -------- | -------- | -------- | -------- | -------- | ------------- |
| 16. | Грчка | 1−8      | −        | −        | −        | 2−8      | −        | 1−2      | −        | 4−18          |

## Учесници
| Мушкарци: - Константинос Зикос — 60 м - Нифадопоулос Јоанис — 60 м - Андреас Димитракис — 1.500 м - Костадинос Филипидис — Скок мотком - Милтијадис Тентоглу — Скок удаљ - Александрос-Виктор Перистерис — Скок удаљ - Димитриос Цијамис — Троскок - Николаос Андријакопулос — Троскок | Жене: - Rafailía Spanoudáki-Hatziríga — 60 м - Марија Гату — 60 м - Кириаки Самани — 60 м - Ирини Василиоу — 400 м - Констадина Ијанопоулоу — 800 м - Анастасија-Панајиота Маринакоу — 1.500 м - Елисавет Песириду — 60 м препоне - Ioánna Zákka — Скок увис - Елени-Клаоудиа Полак — Скок мотком - Параскеви Папахристу — Троскок - Спиридоула Кариди — Троскок |  |

## Освајачи медаља (1)

### Злато (1)
- Милтијадис Тентоглу — Скок удаљ

## Резултати

### Мушкарци
| Атлетичар                     | Дисциплина  | Лични рекорд | Квалификације   | Квалификације | Полуфинале           | Полуфинале           | Финале                                   | Финале       | Детаљи                                   |
| Атлетичар                     | Дисциплина  | Лични рекорд | Резултат        | Место         | Резултат             | Место                | Резултат                                 | Место        | Детаљи                                   |
| ----------------------------- | ----------- | ------------ | --------------- | ------------- | -------------------- | -------------------- | ---------------------------------------- | ------------ | ---------------------------------------- |
| Константинос Зикос            | 60 м        | 6,62         | 6,67 (.666) КВ  | 1. у гр. 7    | 6,67 (.664)          | 4. у гр. 2           | Ниje се квалификоваo                     | 12 / 63 (65) |                                          |
| Нифадопоулос Јоанис           | 60 м        | 6,73         | 6,74 (.737) ЛРС | 3. у гр. 1    | Ниje се квалификоваo | Ниje се квалификоваo | Ниje се квалификоваo                     | 29 / 63 (65) |                                          |
| Андреас Димитракис            | 1.500 м     | 3:42,43      | 3:44,05         | 8. у гр. 3    |                      |                      | Нису се квалификовали                    | 33 / 50 (51) | Архивирано на веб-сајту (30. април 2021) |
| Костадинос Филипидис          | Скок мотком | 5,85 НР      | 5,50            | 11.           |                      |                      | Нису се квалификовали                    | 11 / 14 (15) |                                          |
| Милтијадис Тентоглу           | Скок удаљ   | 8,38 НР      | 8,04 КВ         | 2.            | 8,35 СРС, ЕРС        |                      |                                          |              |                                          |
| Александрос-Виктор Перистерис | Скок удаљ   | 7,45         | 7,61 ЛР         | 11.           | Није се квалификовао | 11 / 14              | Архивирано на веб-сајту (30. април 2021) |              |                                          |
| Димитриос Цијамис             | Троскок     | 17,12        | 16,38 кв        | 6.            | 16,40                | 7 / 14               |                                          |              |                                          |
| Николаос Андријакопулос       | Троскок     | 16,39        | 15,61           | 13.           | Није се квалификовао | 13 / 14              |                                          |              |                                          |

### Жене
| Атлетичарка                    | Дисциплина   | Лични рекорд | Квалификације   | Квалификације | Полуфинале            | Полуфинале            | Финале                | Финале       | Детаљи                                   |
| Атлетичарка                    | Дисциплина   | Лични рекорд | Резултат        | Место         | Резултат              | Место                 | Резултат              | Место        | Детаљи                                   |
| ------------------------------ | ------------ | ------------ | --------------- | ------------- | --------------------- | --------------------- | --------------------- | ------------ | ---------------------------------------- |
| Rafailía Spanoudáki-Hatziríga  | 60 м         | 7,23         | 7,33 (.323) КВ  | 2. у гр. 4    | 7,29 (.281)           | 3. у гр. 2            | Није се квалификовала | 11 / 37 (40) |                                          |
| Марија Гату                    | 60 м         | 7,29         | 7,40 (.394)     | 6. у гр. 1    | Нису се квалификовале | Нису се квалификовале | Нису се квалификовале | 27 / 37 (40) | Архивирано на веб-сајту (30. април 2021) |
| Кириаки Самани                 | 60 м         | 7,34         | 7,69            | 8. у гр. 5    | Нису се квалификовале | Нису се квалификовале | Нису се квалификовале | 37 / 37 (40) | Архивирано на веб-сајту (30. април 2021) |
| Ирини Василиоу                 | 400 м        | 52,93        | 52,76 (.754) КВ | 1. у гр. 7    | 53,31                 | 5. у гр. 3            | Није се квалификовала | 16 / 39      | Архивирано на веб-сајту (30. април 2021) |
| Констадина Ијанопоулоу         | 800 м        | 2:04,84      | 2:08,62         | 6. у гр. 6    | Није се квалификовала | Није се квалификовала | Није се квалификовала | 33 / 34 (35) |                                          |
| Анастасија-Панајиота Маринакоу | 1.500 м      | 4:16,97      | 4:19,60 ЛРС     | 5. у гр. 1    |                       |                       | Није се квалификовала | 21 / 22      |                                          |
| Елисавет Песириду              | 60 м препоне | 8,04         | 8,31 ЛРС        | 2. у гр. 4    | Није се квалификовала | Није се квалификовала | Није се квалификовала | 38 / 40 (44) | Архивирано на веб-сајту (30. април 2021) |
| Ioánna Zákka                   | скок увис    | 1,85         | 1,87 ЛР         | 12.           |                       |                       | Није се квалификовала | 12 / 17      |                                          |
| Елени-Клаоудиа Полак           | скок мотком  | 4,71         |                 |               |                       |                       | 4,65                  | 5 / 10       |                                          |
| Параскеви Папахристу           | Троскок      | 14,60        | 14,39 КВ        | 2.            |                       |                       | 14,31                 | 5 / 16       |                                          |
| Спиридоула Кариди              | Троскок      | 13,72        | 13,69           | 11.           | Није се квалификовала | 11 / 16               |                       |              |                                          |